# Filip al II-lea al Macedoniei
Filip al II-lea al Macedoniei (n. 382 î.Hr. – d. 336 î.Hr.) a fost rege al Macedoniei în perioada 359 î.Hr.–336 î.Hr., tatăl lui Alexandru cel Mare.

## Date biografice

### Ascensiunea la putere
La 23 de ani, în 359 î.Hr., Filip a devenit rege al Macedoniei. La început a fost regent pentru nepotul său, Amyntas al IV-lea, fiul fratelui său, Perdicas al III-lea. După scurt timp, Filip îl înlătură și dobândește puterea deplină.

### Macedonia acelei perioade
Înconjurată de munți (Munții Pindului, Muntele Olimp), Macedonia era, pe acea vreme, oarecum retrasă față de restul Greciei. Macedonenii (neam grec, amestecat cu elemente tracice și ilirice, format definitiv după invazia doriană) au stat departe de frământările și certurile ce măcinau Grecia polisurilor prospere. Se ocupau cu agricultura, vânătoarea, extragerea bogățiilor solului (gudron, smoală, aur).

### Organizarea militară
Amenințat de mari pericole din exterior, Filip a reorganizat armata macedoneană, introducând falanga ca formație de luptă.

## Legături externe
- Filip al II-lea al Macedoniei Arhivat în 4 martie 2016, la Wayback Machine., compendium.ro
- Cum a pierit Filip al Macedoniei? Arhivat în 16 septembrie 2014, la Wayback Machine., 30 iulie 2008, Gabriel Tudor, Revista Magazin
- en A family tree focusing on his ancestors
- en A family tree focusing on his descedants Arhivat în 6 octombrie 2008, la Wayback Machine.
- en Plutarch: Life of Alexander